# Björn Leví Gunnarsson

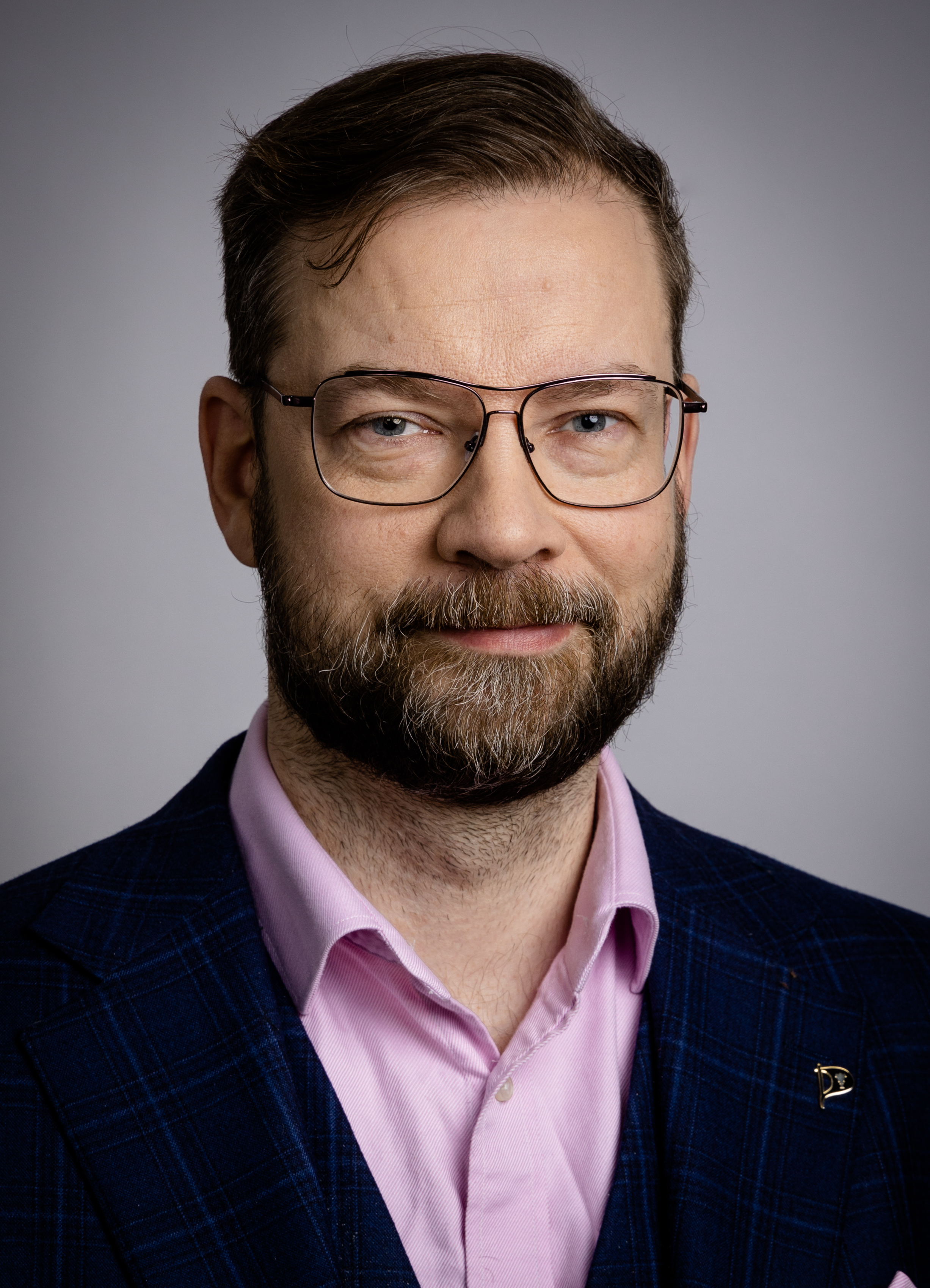
Björn Leví Gunnarsson, 2021

Björn Leví Gunnarsson (* 1. Juni 1976 in Reykjavík) ist ein isländischer Informatiker und Politiker der Píratar. Er gehörte von 2016 bis 2024 dem isländischen Parlament Althing an.

## Leben
Björn Leví hat einen Master in Informatik von der Brandeis University in Waltham (Massachusetts). Er war unter anderem als Systemadministrator tätig, von 2006 bis 2008 in der Qualitätskontrolle von CCP Games und vor seiner Wahl ins Parlament zuletzt als Softwarespezialist bei der isländischen Erziehungsdirektion (Menntamálastofnun) und beim Prüfungsamt (Námsmatsstofnun).
Bei der Parlamentswahl vom 29. Oktober 2016 wurde Björn Leví Gunnarsson als Kandidat der Píratar für den Wahlkreis Reykjavík-Nord ins isländische Parlament Althing gewählt. Bei der vorgezogenen Wahl 2017 wurde er erneut gewählt, nun für den Wahlkreis Reykjavík-Süd. Auch bei der Wahl 2021 wurde er wiedergewählt. Zur Wahl 2024 trat er auf dem ersten Listenplatz der Píratar für den Wahlkreis Reykjavík-Süd an. Die Píratar konnten in dieser Wahl jedoch keine Sitze mehr erringen, womit auch Björn Leví Gunnarsson aus dem Parlament ausschied. Er war Vorsitzender der Píratar für die Periode 2018–19.